# Бокіївщина
Бокіївщина (пол. Bokijowszczyzna, рос. Бокиевщина) — колишнє село у Веледницькій і Словечанській волостях Овруцького повіту Волинської губернії та Можарівській і Словечанській сільських радах Словечанського і Овруцького районів Коростенської й Волинської округ, Київської й Житомирської областей.

## Населення
В кінці 19 століття кількість населення становила 231 особу, дворів — 40.
У 1906 році в селі налічувалися 249 жителів та 45 дворів, станом на 1923 рік в поселенні нараховано 56 дворів та 319 мешканців.

## Історія
Станом на 26 червня 1687 року — село Веледницької волості Овруцького повіту, власність Овруцького старости Францішка Потоцького, разом з іншими селами, проходило в справі пограбування жовнірами. У 1754 році село належало до Велідницької парафії. Платило до Овруцького замку один злотий та 5,5 грошів, на міліцію — 5 злотих та 12 грошів.
В кінці 19 століття — село Словечанської волості Овруцького повіту, за 28 верст від Овруча. Входило до православної парафії Різдва Пресвятої Богородиці у Велідниках, від котрих лежало за 9 верст на північний захід, власність Потоцьких.
У 1906 році — сільце Словечанської волості (3-го стану) Овруцького повіту Волинської губернії. Відстань до повітового центру, м. Овруч, становила 28 верст, до волосного центру, с. Словечне — 2 версти. Найближче поштово-телеграфне відділення розташовувалося в м. Овруч.
У 1923 році увійшло до складу новоствореної Можарівської сільської ради, котра, від 7 березня 1923 року, стала частиною новоутвореного Словечанського району Коростенської округи. Розміщувалося за 1 версту від районного центру, с. Словечне, та за 1 версту — від центру сільської ради, с. Можари. У 1941 році в селі створено сільську управу, котру ліквідовано у 1944 році. 2 вересня 1954 року, відповідно до рішення Житомирського облвиконкому № 1087 «Про перечислення населених пунктів в межах районів Житомирської області», село передане до складу Словечанської сільської ради Словечанського району Житомирської області. 30 грудня 1962 року, в складі сільської ради, підпорядковане до Овруцького району Житомирської області.
5 липня 1965 року, відповідно до рішення Житомирського ОВК № 403 «Про зміни в адміністративно-територіальному поділі Бердичівського, Дзержинського, Любарського, Новоград-Волинського і Радомишльського районів, та про об'єднання окремих населених пунктів області», приєднане до с. Словечне Овруцького району.